# Daniel Benmergui
Daniel Benmergui est une concepteur de jeux vidéo argentin connu pour ses art games narratifs.

## Ludographie
- The Trials (2008)
- Storyteller (2008), lauréat du prix Nuovo lors de l'IGF 2012[2]
- Secret of Software 64 (2008)
- Night Raveler and the Heartbroken Uruguayans (2008)
- I Wish I Were the Moon (en) (2008)
- Today I Die (2009), nommé au prix Nuovo lors de l'IGF 2010[3]
- Fidel (2017)
- Storyteller (2023)